# Jailen Gill
Jailen Gill (Raytown, Misuri, 24 de diciembre de 1996) es un baloncestista estadounidense que pertenece a la plantilla del BC Kolín de la NBL, la primera división checa. Con 1,85 metros de estatura, juega en la posición de ala-pívot. 

## Trayectoria deportiva

### Universidad
Jugó dos años en el Antelope Valley College en Lancaster (California),  donde en su segunda temporada lideró al equipo con 13,1 puntos y 8,0 rebotes por partido. Ya en la División I de la NCAA, jugó dos temporadas más con los Skyhawks de la Universidad de Tennessee-Martin, en las que promedió 6,2 puntos, 4,2 rebotes y 1,0 tapones por partido,

### Profesional
Tras no ser elegido en el Draft de la NBA de 2019, en septiembre firmó su primer contrato profesional con el equipo chipriota del Omonia BC, donde promedió 11,5 puntos y 9,2 rebotes por partido,  hasta que fue cortado en el mes de enero de 2020.
Poco después, en febrero, fichó por el BC Kolín de la NBL, la primera división checa. Hasta el parón por la pandemia de coronavirus promedió 13,4 puntos y 9,4 rebotes por partido.